# 库罗普什
库罗普什是葡萄牙布拉干萨区的一个堂区。总面积21.56平方公里，总人口350人，人口密度12.9人/平方公里。